# Blauwe dag
Blauwe dag is de tweede single van Suzan & Freek afkomstig van het studioalbum Gedeeld door ons. Het eerste nummer is "Als het avond is".

## Hitlijsten
"Blauwe dag" kwam in de Nederlandse hitlijsten in de top 10 terecht. In de Nederlandse Top 40 bereikte het nummer de vierde positie als hoogste. In de 538 Top 50 kwam het nummer tot de negende plek, en in de Single Top 100 behaalde het nummer de vijfde plek. Ook in België behaalde de hit de lijsten; hij kwam daar tot de vijfde plek in de Vlaamse Ultratop 50.

### Nederlandse Top 40
| Hitnotering: 06-07-2019 t/m 14-12-2019 | Hitnotering: 06-07-2019 t/m 14-12-2019 | Hitnotering: 06-07-2019 t/m 14-12-2019 | Hitnotering: 06-07-2019 t/m 14-12-2019 | Hitnotering: 06-07-2019 t/m 14-12-2019 | Hitnotering: 06-07-2019 t/m 14-12-2019 | Hitnotering: 06-07-2019 t/m 14-12-2019 | Hitnotering: 06-07-2019 t/m 14-12-2019 | Hitnotering: 06-07-2019 t/m 14-12-2019 | Hitnotering: 06-07-2019 t/m 14-12-2019 | Hitnotering: 06-07-2019 t/m 14-12-2019 | Hitnotering: 06-07-2019 t/m 14-12-2019 | Hitnotering: 06-07-2019 t/m 14-12-2019 | Hitnotering: 06-07-2019 t/m 14-12-2019 | Hitnotering: 06-07-2019 t/m 14-12-2019 | Hitnotering: 06-07-2019 t/m 14-12-2019 | Hitnotering: 06-07-2019 t/m 14-12-2019 | Hitnotering: 06-07-2019 t/m 14-12-2019 | Hitnotering: 06-07-2019 t/m 14-12-2019 | Hitnotering: 06-07-2019 t/m 14-12-2019 | Hitnotering: 06-07-2019 t/m 14-12-2019 | Hitnotering: 06-07-2019 t/m 14-12-2019 | Hitnotering: 06-07-2019 t/m 14-12-2019 | Hitnotering: 06-07-2019 t/m 14-12-2019 | Hitnotering: 06-07-2019 t/m 14-12-2019 | Hitnotering: 06-07-2019 t/m 14-12-2019 |
| Week:                                  | 1                                      | 2                                      | 3                                      | 4                                      | 5                                      | 6                                      | 7                                      | 8                                      | 9                                      | 10                                     | 11                                     | 12                                     | 13                                     | 14                                     | 15                                     | 16                                     | 17                                     | 18                                     | 19                                     | 20                                     | 21                                     | 22                                     | 23                                     | 24                                     |                                        |
| -------------------------------------- | -------------------------------------- | -------------------------------------- | -------------------------------------- | -------------------------------------- | -------------------------------------- | -------------------------------------- | -------------------------------------- | -------------------------------------- | -------------------------------------- | -------------------------------------- | -------------------------------------- | -------------------------------------- | -------------------------------------- | -------------------------------------- | -------------------------------------- | -------------------------------------- | -------------------------------------- | -------------------------------------- | -------------------------------------- | -------------------------------------- | -------------------------------------- | -------------------------------------- | -------------------------------------- | -------------------------------------- | -------------------------------------- |
| Positie:                               | 35                                     | 22                                     | 13                                     | 9                                      | 9                                      | 10                                     | 10                                     | 9                                      | 9                                      | 8                                      | 6                                      | 4                                      | 5                                      | 4                                      | 4                                      | 5                                      | 6                                      | 8                                      | 9                                      | 13                                     | 17                                     | 25                                     | 31                                     | 36                                     | uit                                    |

### NederlandseSingle Top 100
| Hitnotering: (week 1 t/m 41) 06-07-2019 t/m 11-04-2020 Hitnotering: (week 42 t/m 44) 02-05-2020 t/m 16-05-2020 | Hitnotering: (week 1 t/m 41) 06-07-2019 t/m 11-04-2020 Hitnotering: (week 42 t/m 44) 02-05-2020 t/m 16-05-2020 | Hitnotering: (week 1 t/m 41) 06-07-2019 t/m 11-04-2020 Hitnotering: (week 42 t/m 44) 02-05-2020 t/m 16-05-2020 | Hitnotering: (week 1 t/m 41) 06-07-2019 t/m 11-04-2020 Hitnotering: (week 42 t/m 44) 02-05-2020 t/m 16-05-2020 | Hitnotering: (week 1 t/m 41) 06-07-2019 t/m 11-04-2020 Hitnotering: (week 42 t/m 44) 02-05-2020 t/m 16-05-2020 | Hitnotering: (week 1 t/m 41) 06-07-2019 t/m 11-04-2020 Hitnotering: (week 42 t/m 44) 02-05-2020 t/m 16-05-2020 | Hitnotering: (week 1 t/m 41) 06-07-2019 t/m 11-04-2020 Hitnotering: (week 42 t/m 44) 02-05-2020 t/m 16-05-2020 | Hitnotering: (week 1 t/m 41) 06-07-2019 t/m 11-04-2020 Hitnotering: (week 42 t/m 44) 02-05-2020 t/m 16-05-2020 | Hitnotering: (week 1 t/m 41) 06-07-2019 t/m 11-04-2020 Hitnotering: (week 42 t/m 44) 02-05-2020 t/m 16-05-2020 | Hitnotering: (week 1 t/m 41) 06-07-2019 t/m 11-04-2020 Hitnotering: (week 42 t/m 44) 02-05-2020 t/m 16-05-2020 | Hitnotering: (week 1 t/m 41) 06-07-2019 t/m 11-04-2020 Hitnotering: (week 42 t/m 44) 02-05-2020 t/m 16-05-2020 | Hitnotering: (week 1 t/m 41) 06-07-2019 t/m 11-04-2020 Hitnotering: (week 42 t/m 44) 02-05-2020 t/m 16-05-2020 | Hitnotering: (week 1 t/m 41) 06-07-2019 t/m 11-04-2020 Hitnotering: (week 42 t/m 44) 02-05-2020 t/m 16-05-2020 | Hitnotering: (week 1 t/m 41) 06-07-2019 t/m 11-04-2020 Hitnotering: (week 42 t/m 44) 02-05-2020 t/m 16-05-2020 | Hitnotering: (week 1 t/m 41) 06-07-2019 t/m 11-04-2020 Hitnotering: (week 42 t/m 44) 02-05-2020 t/m 16-05-2020 | Hitnotering: (week 1 t/m 41) 06-07-2019 t/m 11-04-2020 Hitnotering: (week 42 t/m 44) 02-05-2020 t/m 16-05-2020 | Hitnotering: (week 1 t/m 41) 06-07-2019 t/m 11-04-2020 Hitnotering: (week 42 t/m 44) 02-05-2020 t/m 16-05-2020 | Hitnotering: (week 1 t/m 41) 06-07-2019 t/m 11-04-2020 Hitnotering: (week 42 t/m 44) 02-05-2020 t/m 16-05-2020 | Hitnotering: (week 1 t/m 41) 06-07-2019 t/m 11-04-2020 Hitnotering: (week 42 t/m 44) 02-05-2020 t/m 16-05-2020 | Hitnotering: (week 1 t/m 41) 06-07-2019 t/m 11-04-2020 Hitnotering: (week 42 t/m 44) 02-05-2020 t/m 16-05-2020 | Hitnotering: (week 1 t/m 41) 06-07-2019 t/m 11-04-2020 Hitnotering: (week 42 t/m 44) 02-05-2020 t/m 16-05-2020 | Hitnotering: (week 1 t/m 41) 06-07-2019 t/m 11-04-2020 Hitnotering: (week 42 t/m 44) 02-05-2020 t/m 16-05-2020 | Hitnotering: (week 1 t/m 41) 06-07-2019 t/m 11-04-2020 Hitnotering: (week 42 t/m 44) 02-05-2020 t/m 16-05-2020 | Hitnotering: (week 1 t/m 41) 06-07-2019 t/m 11-04-2020 Hitnotering: (week 42 t/m 44) 02-05-2020 t/m 16-05-2020 |
| Week: | 1 | 2 | 3 | 4 | 5 | 6 | 7 | 8 | 9 | 10 | 11 | 12 | 13 | 14 | 15 | 16 | 17 | 18 | 19 | 20 | 21 | 22 | 23 |
| --- | --- | --- | --- | --- | --- | --- | --- | --- | --- | --- | --- | --- | --- | --- | --- | --- | --- | --- | --- | --- | --- | --- | --- |
| Positie: | 68 | 39 | 31 | 26 | 21 | 17 | 13 | 12 | 12 | 11 | 13 | 10 | 13 | 5 | 5 | 5 | 7 | 11 | 12 | 15 | 19 | 23 | 24 |
| Week: | 24 | 25 | 26 | 27 | 28 | 29 | 30 | 31 | 32 | 33 | 34 | 35 | 36 | 37 | 38 | 39 | 40 | 41 | | 42 | 43 | 44 | |
| Positie: | 31 | 44 | 86 | 47 | 52 | 63 | 66 | 67 | 69 | 69 | 71 | 74 | 87 | 88 | 90 | 86 | 91 | 97 | uit | 93 | 90 | 96 | uit |

### VlaamseUltratop 50
| Hitnotering: 24-08-2019 t/m 11-01-2020 | Hitnotering: 24-08-2019 t/m 11-01-2020 | Hitnotering: 24-08-2019 t/m 11-01-2020 | Hitnotering: 24-08-2019 t/m 11-01-2020 | Hitnotering: 24-08-2019 t/m 11-01-2020 | Hitnotering: 24-08-2019 t/m 11-01-2020 | Hitnotering: 24-08-2019 t/m 11-01-2020 | Hitnotering: 24-08-2019 t/m 11-01-2020 | Hitnotering: 24-08-2019 t/m 11-01-2020 | Hitnotering: 24-08-2019 t/m 11-01-2020 | Hitnotering: 24-08-2019 t/m 11-01-2020 | Hitnotering: 24-08-2019 t/m 11-01-2020 | Hitnotering: 24-08-2019 t/m 11-01-2020 | Hitnotering: 24-08-2019 t/m 11-01-2020 | Hitnotering: 24-08-2019 t/m 11-01-2020 | Hitnotering: 24-08-2019 t/m 11-01-2020 | Hitnotering: 24-08-2019 t/m 11-01-2020 | Hitnotering: 24-08-2019 t/m 11-01-2020 | Hitnotering: 24-08-2019 t/m 11-01-2020 | Hitnotering: 24-08-2019 t/m 11-01-2020 | Hitnotering: 24-08-2019 t/m 11-01-2020 | Hitnotering: 24-08-2019 t/m 11-01-2020 | Hitnotering: 24-08-2019 t/m 11-01-2020 |
| Week:                                  | 1                                      | 2                                      | 3                                      | 4                                      | 5                                      | 6                                      | 7                                      | 8                                      | 9                                      | 10                                     | 11                                     | 12                                     | 13                                     | 14                                     | 15                                     | 16                                     | 17                                     | 18                                     | 19                                     | 20                                     | 21                                     |                                        |
| -------------------------------------- | -------------------------------------- | -------------------------------------- | -------------------------------------- | -------------------------------------- | -------------------------------------- | -------------------------------------- | -------------------------------------- | -------------------------------------- | -------------------------------------- | -------------------------------------- | -------------------------------------- | -------------------------------------- | -------------------------------------- | -------------------------------------- | -------------------------------------- | -------------------------------------- | -------------------------------------- | -------------------------------------- | -------------------------------------- | -------------------------------------- | -------------------------------------- | -------------------------------------- |
| Positie:                               | 50                                     | 48                                     | 36                                     | 17                                     | 19                                     | 12                                     | 13                                     | 8                                      | 5                                      | 6                                      | 10                                     | 8                                      | 12                                     | 7                                      | 16                                     | 9                                      | 18                                     | 22                                     | 36                                     | 33                                     | 38                                     | uit                                    |

### NPO Radio 2 Top 2000
| Nummer met noteringen in de NPO Radio 2 Top 2000 | '19  | '20 | '21 | '22 | '23 | '24  |
| ------------------------------------------------ | ---- | --- | --- | --- | --- | ---- |
| Blauwe dag                                       | 1442 | 493 | 625 | 822 | 818 | 1260 |

1. ↑  Een vetgedrukt getal geeft de hoogste notering aan.
2. ↑  2019 was het eerste jaar met een notering voor dit nummer.